# توم باتلر (سياسي بريطاني)
توم باتلر (بالإنجليزية: Tom Butler)‏ هو سياسي بريطاني، ولد في 5 مارس 1940 في برمنغهام في المملكة المتحدة.

## مناصب
- انتخب أسقف.
- انتخب Bishop of Willesden [الإنجليزية]‏ (1985 – 1991).
- انتخب Bishop of Leicester [الإنجليزية]‏ (1991 – 1999).
- انتخب أسقف ساوثوارك [الإنجليزية]‏ (1998 – 2010).